# Frankenberg (Eder)
Frankenberg (Eder) är en stad i Landkreis Waldeck-Frankenberg i Regierungsbezirk Kassel i förbundslandet Hessen i Tyskland.
De tidigare kommunerna  Dörnholzhausen, Friedrichshausen, Haubern, Rodenbach, Hommershausen, Rengershausen, Röddenau, Rodenbach, Schreufa, Viermünden och Wangershausen uppgick i Frankenberg (Eder) 31 december 1970. Geismar och Willersdorf uppgick staden 1 juli 1971.